# Garcia al II-lea al Galiciei
Garcia al II-lea  (n. 1042, Zamora⁠(d), Castilia și León, Spania – d. 22 martie 1090, Castillo de Luna⁠(d), Castilia și León, Spania) a fost regele Galiciei și Portugaliei și cel mai tânăr fiu dintre cei trei ai lui Ferdinand I al Leonului și Castiliei și a Sanchei de Leon.
Ferdinand a împărțit regatul între cei trei fii ai săi: cel mai mare, Sancho, a primit Castilia, al doilea, Alfono a primit Leonul, iar el a primit Galicia. Cele două fiice ale lui Ferdinand au primit fiecare orașe, precum: Elvira, care a primit Toro și Urraca, care a primit Zamora. 
Puterea lui, în partea de sud a fost limitată până în 1071, atunci când l-a învins pe Contele rebel portughez Nuno Mendes, în Bătălia de la Pedroso. Cu toate acestea, la scurt timp după această victorie, frații săi s-au unit împotriva sa și l-au forțat pe Garcia să fugă în Sevilla, aceștia împărțitnd regatul său între ei.
Sancho a anexat și teritoriile lui Alfonso după ce l-a exilat în Toledo însă acesta a fost asainat în 1072. Împărăția reunită a tatălui său a trecut la Alfosno și Garcia a reușit să se întoarcă din exil. Nu se știe exact dacă el a sperat să-și restabilească împărăția, însă Garcia a fost imediat închis într-o mănăstire, unde a rămas până la moartea sa, în 1090.
1. ↑  Garcia I de Galícia, Gran Enciclopèdia Catalana
2. ↑  „Garcia al II-lea al Galiciei”, Gemeinsame Normdatei, accesat în 17 octombrie 2015
3. ↑  Garcia II, Encyclopædia Britannica Online, accesat în 9 octombrie 2017
4. 1 2  The Peerage